# Rhopalopterum flavicorne
Rhopalopterum flavicorne är en tvåvingeart som beskrevs av Oswald Duda 1934. Rhopalopterum flavicorne ingår i släktet Rhopalopterum och familjen fritflugor. Inga underarter finns listade i Catalogue of Life.